# HD 117618
HD 117618 — звезда, которая находится в созвездии Центавр на расстоянии около 124 световых лет от нас. Вокруг звезды обращается, как минимум, две экзопланеты.

## Характеристики
HD 117618 представляет собой хромосферно стабильный жёлтый карлик с блеском 7,18 видимой звёздной величины, не наблюдаемый невооружённым глазом, но достаточно яркий для любительских наблюдений в бинокль. Звезда очень похожа по своим характеристикам на Солнце. Её масса и радиус равны 1,05 и 1,19 солнечных соответственно. Температура поверхности составляет около 5861 кельвинов. Возраст звезды оценивается приблизительно в 3,88 миллиарда лет. Металличность близка к солнечной, переменность не обнаружена.

## Наименование
В декабре 2019 в ходе ежегодной кампании IAU по присвоению новых имён звёздам и планетам, было решено именовать звезду Дофида (с одного из языков Индонезии "наша звезда"), а планету HD 117618b Ноифасуи ("вращавшаяся") .

## Планетная система
Обе планеты в системе относятся к типу газовых гигантов. Первая планета, HD 117618 b, была открыта в 2004 году. Она имеет массу, равную 17% массы Юпитера. Её орбита лежит на расстоянии 0,176 а.е. от родительской звезды. Год на ней длится почти 26 суток.
Вторая планета, HD 117618 c, была открыта в 2013 году. Она обращается значительно дальше, чем первая — на расстоянии около 0,93 а.е. от звезды. Полный оборот вокруг звезды она совершает за 318 суток. Её масса равна 20% массы Юпитера. Открытие обеих планет было совершено методом доплеровской спектроскопии. Ниже в таблице представлены подробные характеристики планет.
| Планета | Масса (MJ)   | Радиус (RJ) | Период обращения (дней) | Большая полуось орбиты (а.е.) | Эксцентриситет орбиты |
| ------- | ------------ | ----------- | ----------------------- | ----------------------------- | --------------------- |
| b       | 0,178 ± 0,02 | -           | 25,827 ± 0,02           | 0,176 ± 0,01                  | 0,42 ± 0,02           |
| c       | 0,2 ± 0,1    | -           | 318 ± 2                 | 0,93 ± 0,01                   | -                     |